# Bucey-lès-Traves
Bucey-lès-Traves település Franciaországban, Haute-Saône megyében. Lakosainak száma 146 fő (2022. január 1.). Bucey-lès-Traves Chassey-lès-Scey, Aroz, Chemilly, Ovanches és Traves községekkel határos.

## Népesség
A település népességének változása:
| Lakosok száma | 103  | 113  | 115  | 118  | 123  | 130  | 137  | 138  | 139  | 146  |
|               | 2010 | 2013 | 2015 | 2016 | 2017 | 2018 | 2019 | 2020 | 2021 | 2022 |